# Saint-Claude-de-Diray
Saint-Claude-de-Diray är en kommun i departementet Loir-et-Cher i regionen Centre-Val de Loire i de centrala delarna av Frankrike. Kommunen ligger i kantonen Vineuil som tillhör arrondissementet Blois. År 2022 hade Saint-Claude-de-Diray 1 772 invånare.

## Befolkningsutveckling
Antalet invånare i kommunen Saint-Claude-de-Diray
| Referens: INSEE |